# Destino (film 2003)
Destino è un cortometraggio animato, ideato da Walt Disney e Salvador Dalí, e completato ed infine prodotto nel 2003 dalla Walt Disney Company. Il cortometraggio è della durata di 6:32 minuti.

## Trama
In un viaggio surreale tra le ambientazioni di Dalì, il cortometraggio narra la tragica storia d'amore tra Crono, dio del tempo, e una donna mortale, una ballerina, che si cercano nei deformi e psichedelici spazi del deserto.
L’itinerario che sia la donna che l'uomo percorrono è costellato di simboli maschili (torre e piramide) e simboli femminili (conchiglia, fontana) che portano con sé diverse allegorie: amori effimeri, la società che giudica, luoghi di conforto dove rifugiarsi momentaneamente. Giungerà il momento in cui la bellissima ballerina riuscirà a toccare i vertici emotivi del suo viaggio e, con una danza sinuosa e armoniosa, porterà il destino a cedere: la statua di Crono si romperà e la figura umana che impersonifica il Tempo uscirà fuori, libera per pochissimo. Nuovi impedimenti si interporranno tra i due, finché il Tempo non tornerà alla sua vera dimensione. Così la ragazza, nonostante tutto serena, si scioglierà, e la statua verrà ricomposta.

## Produzione

Ritratto di Salvador Dali realizzato da Miguel Rodez, e con sullo sfondo alcune immagini tratte da Destino (2016)

### Genesi
L'idea originale del film risale al 1945: il progetto rappresentò il risultato della collaborazione tra l'animatore statunitense Walt Disney e il pittore surrealista spagnolo Salvador Dalí, con le musiche eseguite dal compositore messicano Armando Dominguez. A tal proposito, Dalì scrisse con ironia in una lettera indirizzata al letterato francese André Breton:
L'artista, che nella lettera scherzava, si trovava in realtà a Los Angeles per lavorare a una sequenza onirica che Alfred Hitchcock avrebbe poi inserito nel suo prossimo film, Io ti salverò, e la sua presenza incuriosì anche Walt Disney, che era un grande estimatore di Dalí e sapeva per certo di essere altrettanto apprezzato dallo spagnolo: i due si erano incontrati per la prima volta nel 1936, quando avevano condiviso una mostra al MoMa dal titolo Fantastic Art, Dada and Surrealism.
Inoltre, Salvador Dalí descrisse così il tema della collaborazione con Disney:

### Sviluppo
I disegni e i bozzetti preparativi di Destino vennero realizzati dall'artista degli studios della Disney John Hench e dallo stesso Dalí in otto mesi di duro lavoro, tra il 1945 e il 1946. Disney nel cortometraggio volle omaggiare la prima idea di Salvador Dalí, che voleva rendere questo progetto un'"esposizione magica", dove la vita è intrappolata nel labirinto del tempo".
Tuttavia, a causa di problemi di natura finanziaria, il progetto fu abbandonato: la Walt Disney, infatti, fu colpita da una crisi economica durante la Seconda guerra mondiale. John Hench produsse un piccolo test d'animazione della durata di circa 18 secondi, nella speranza di un futuro recupero del progetto.
Solo 50 anni dopo, nel 1999, il nipote di Walt Disney, Roy Edward Disney, mentre stava lavorando per la realizzazione di Fantasia 2000, rispolverò il progetto di Destino e decise di ripristinarlo; per il completamento del cortometraggio vennero incaricati gli studios Disney di Parigi. Il film fu prodotto da Baker Bloodworth e diretto dall'animatore francese Dominique Monfrey, per la prima volta nelle vesti di regista. Un team di circa 25 animatori si diede da fare per decifrare gli storyboard criptici di Dalí ed Hench (avvalendosi anche dei diari scritti dalla moglie di Dalì, Gala). Alla fine il risultato, che ha richiesto oltre 50 anni di lavoro, fu un cortometraggio, in cui sono mescolati elementi di animazione classica a ritocchi apportati con la computer grafica.
Del cortometraggio è stata successivamente realizzata anche una versione che fonde il lavoro di Disney e Dalì alle melodie e copertine fortemente surrealiste dei Pink Floyd: in questa versione la colonna sonora in sottofondo non è costituita dalle musiche originali di Dominguez, bensì da Time, celebre brano del gruppo.

## Distribuzione
Destino è stato presentato in anteprima assoluta il 2 giugno 2003 al Festival internazionale del film d'animazione di Annecy, in Francia, dove è stato ampiamente acclamato e premiato.
Nel 2005, il film è stato proiettato ininterrottamente ad una mostra dedicata a Dalí al Philadelphia Museum of Art, intitolata The Dalí renaissance: new perspectives on his life and art after 1940. Nel 2011 il film è stato proiettato anche nella mostra "Dalí" al Centre Georges Pompidou di Parigi e al Museo Reina Sofía di Madrid, così come nel 2019 è stato esposto nella mostra su Dalí alla Potsdamer Platz di Berlino. Infine, nel 2022 e nel 2023, Destino è stato proiettato in loop continuo alla mostra Objects of Desire: Surrealism and Design 1924 – Today, al Design Museum di Londra.

## Riconoscimenti
Ai Premi Oscar 2004 Destino ha ricevuto una nomination per il miglior cortometraggio d'animazione, ma perse contro Harvie Krumpet.